# Hotel Esistenza
Hotel Esistenza è il settimo album in studio del gruppo musicale italiano Fast Animals and Slow Kids, pubblicato il 25 ottobre 2024 dalla Woodworm.

## Tracce
1. Una vita normale – 3:26
2. Quasi l'universo – 3:17
3. Festa – 3:09
4. È solo colpa tua – 3:32
5. Brucia – 3:40
6. Riviera Crepacuore – 2:51
7. Torna – 3:17
8. Come no – 2:33
9. Cielo – 3:22
10. Santuario – 3:03
11. Dimmi solo se verrai all'inferno – 3:49

Durata totale: 35:59

## Formazione
- Aimone Romizi – voce
- Jacopo Gigliotti – basso, contrabbasso
- Alessandro Guercini – chitarre, tastiere
- Alessio Mingoli – batteria, cori